# خوان خوسيه ريبيرا
خوان خوسيه ريبيرا (بالإسبانية: Juan José Ribera)‏ هو لاعب كرة قدم تشيلي في مركز الوسط، ولد في 11 أكتوبر 1980 في تيموكو في تشيلي. شارك مع منتخب تشيلي تحت 17 سنة لكرة القدم. أما مع النوادي، فقد لعب مع لاسيرينا ونادي أونيفرسيداد كاتوليكا ونادي إيفرتون ويونيون إسبانيولا.

## وصلات خارجية
- خوان خوسيه ريبيرا على موقع الاتحاد الدولي (مؤرشف)  (الإنجليزية)
- خوان خوسيه ريبيرا على موقع قاعدة بيانات كرة القدم.إي يو (الإنجليزية)
- خوان خوسيه ريبيرا على موقع عالم كرة القدم.نت (الإنجليزية)